# Cattedrale di San Patrizio (Ballarat)
La cattedrale di San Patrizio (in inglese: St Patrick's Cathedral) è il principale luogo di culto cattolico della città di Ballarat, in Australia, e sede vescovile della diocesi di Ballarat.

## Storia
La parrocchia di Ballarat è stata istituita il 1852. Il primo parroco fu Padre Matteo Downing, che nel 1853 individuò il sito destinato alla realizzazione della chiesa, concesso alla parrocchia nel 1855. Il 7 febbraio 1858 il vescovo James Alipius Goold pose la prima pietra, mentre le prime celebrazioni vennero tenute a partire dal 1863.
San Patrizio è stata chiesa parrocchiale di Ballarat dal 1863 al 1963. L'apertura ufficiale della chiesa è avvenuta nel 1871 e, quando la diocesi di Ballarat è stata eretta nel 1874, la chiesa è stata elevata a cattedrale, consacrata nel 1891 dal cardinale Francis Patrick Moran di Sydney, prima chiesa consacrata a cattedrale in Australia.
Nel 1999 è stata effettuata una completa ristrutturazione e un aggiornamento liturgico, con l'installazione di un nuovo altare, del tabernacolo e del battistero. Il nuovo altare, dono dell'arcidiocesi di Melbourne, è stato consacrato dal cardinale George Pell il 26 aprile del 2000.